# ديفيد كريستي
ديفيد كريستي (بالإنجليزية: David Christie)‏ هو سياسي كندي وبريطاني (وحمل سابقاً جنسية المملكة المتحدة لبريطانيا العظمى وأيرلندا)، ولد في 1 أكتوبر 1818 في المملكة المتحدة، وتوفي في 14 ديسمبر 1880 في كندا. حزبياً، نشط في الحزب الليبرالي الكندي. انتخب رئيس مجلس الشيوخ ‏ (9 يناير 1874 – 16 أكتوبر 1878) وانتخب عضو مجلس الشيوخ الكندي.